# تريفور تانر
تريفور تانر (بالإنجليزية: Trevor Tanner)‏ هو ملحن بريطاني، ولد في 30 ديسمبر 1962.

## وصلات خارجية
- الموقع الرسمي
- تريفور تانر على موقع ميوزك برينز (الإنجليزية)
- تريفور تانر على موقع ديسكوغز (الإنجليزية)